# 华姆斯峡湾

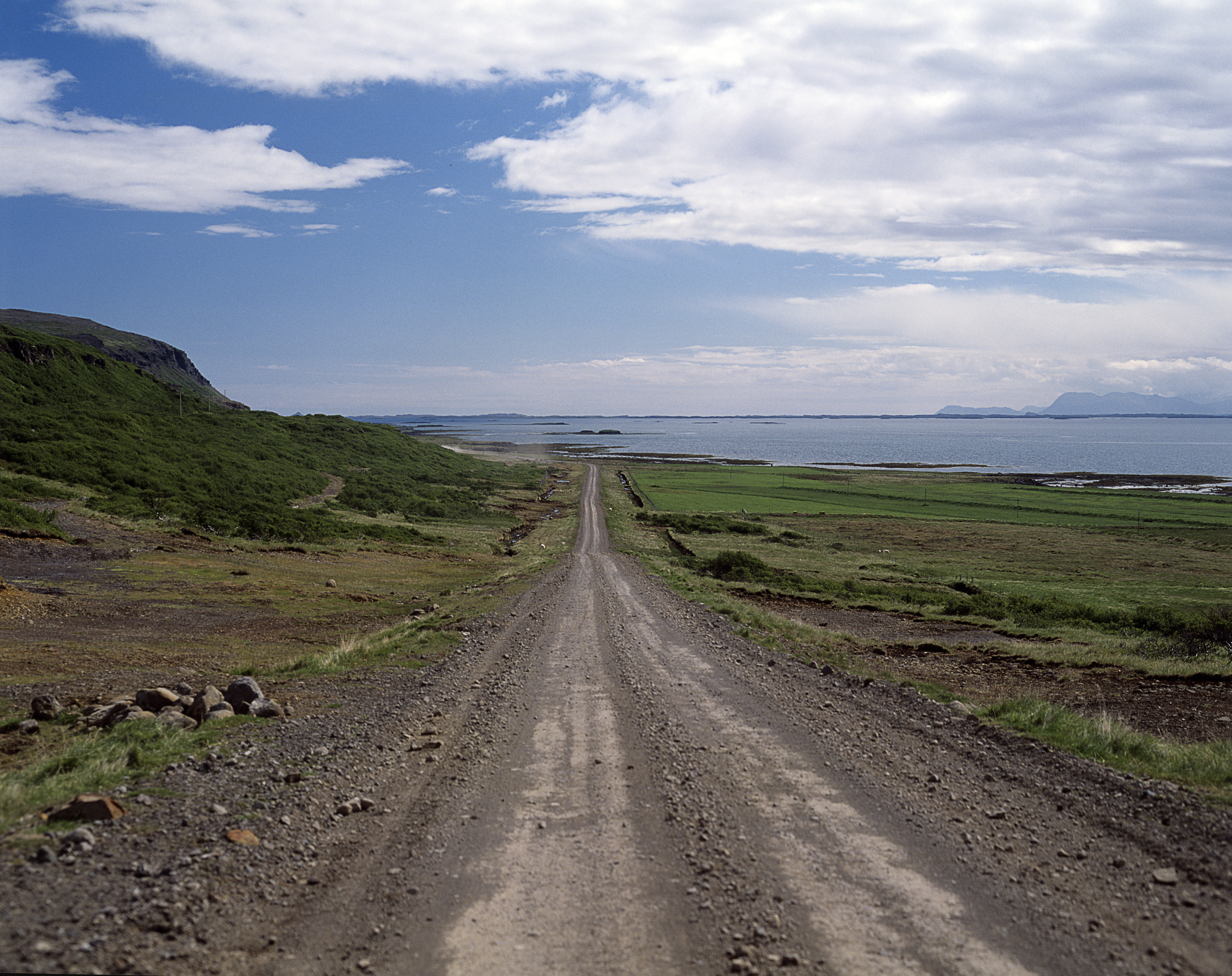
华姆斯峡湾

65°04′N 22°09′W / 65.067°N 22.150°W
华姆斯峡湾位于冰岛西岸，布雷扎湾东南部，形状像一个倒着的长筒靴，西与布雷扎湾相通，湾口多岛屿。沿岸主要居民点有布扎达吕尔、斯诺克斯达勒等。